# 弗拉基米尔·米亚斯尼科夫
弗拉基米尔·斯捷潘诺维奇·米亚斯尼科夫（俄语：Владимир Степанович Мясников，1931年5月15日—2025年5月14日），苏联及俄罗斯汉学家，俄罗斯科学院院士。

## 生平
1931年5月15日生于莫斯科。1955年毕业于莫斯科东方学学院，1978年以《17世纪的清朝与俄国》毕业论文获博士学位。2011年4月受聘为北京外国语大学客座教授。

## 出版物
- 斯卡奇科夫. 米亚斯尼科夫 , 编. . 由柳若梅翻译. 北京: 社会科学文献出版社. 2011. ISBN 9787509718469.